# Judenstraße (Einbeck)

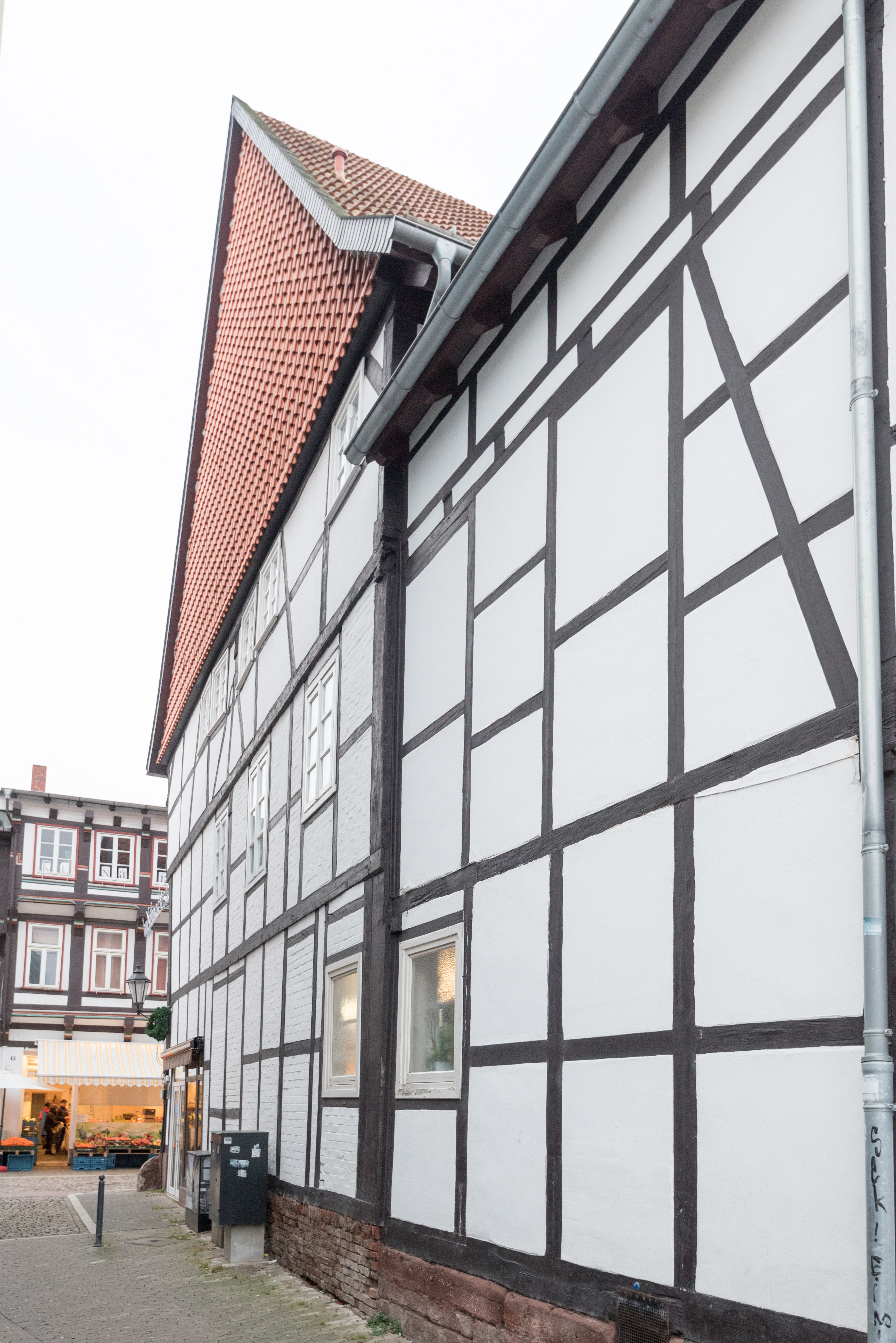
Judenstraße

Die Judenstraße ist eine Straße in der Altstadt von Einbeck im Landkreis Northeim.

## Name
Der Straßenname ist schon seit 1355 bezeugt. Benannt ist die Straße nach der mittelalterlichen Synagoge (jodenscole), die sich hier befand. Wie die Schriftquellen zeigen, lebte in der Judenstraße eine Nachbarschaft aus Juden und Christen. Sie ist in Bezug auf den Marktplatz zentral gelegen, eine Seitenstraße zwischen Langer Brücke und Wolperstraße.
Auf dem Stadtplan von 1740 heißt sie „die Jödden Straße“, 1814 „de Joedden Straße“, 1843 „die Jüdden Straße“ und seit 1873 Judenstraße. In der NS-Diktatur 1935 umbenannt in „Pfänderwinkel“ (Verlängerung der bestehenden Gasse Pfänderwinkel), erhielt die Judenstraße erst 1985 wieder ihren historischen Namen.

## Bebauung
Die Straße war bis in die jüngere Vergangenheit sehr eng bebaut. Davon ist kaum noch etwas erhalten. Noch vorhandene Vorderhäuser aus dem 16. Jahrhundert (erbaut nach dem Stadtbrand von 1540) wurden 1969 abgebrochen.

### Synagoge
Wo sich jetzt die Auffahrt zum Parkdeck befindet, stand Haus Nr. 4, inschriftlich datiert auf 1576. Mithoff listet es unter den ältesten Fachwerkhäusern Einbecks: „das Haus Nr. 2 in der Jöddenstraße v. J. 1576 mit einem Schildchen, worauf das Zeichen der Bäckergilde, ein sog. Kringel erscheint.“ Das Erbauungsdatum stimmt zeitlich auffällig zusammen mit den Hetzpredigten des Pfarrers Johann Velius, die dazu führten, dass die letzten Mitglieder der jüdischen Gemeinde Einbeck verließen.
An dieser Stelle vermutet man die erste Einbecker Synagoge. Sie ist aus literarischen Quellen gut bekannt:
- 6. Juni 1355: Oldegard, Hinrikus Braxatoris Witwe, besitzt Haus, Hof und Stede „stande in der Joden straten twischen Hans Mülers hus vnde der schole der Joden.“[4]
- 31. Oktober 1394: Tyle von Usler besitzt Haus, Hof und Stede in der Judenstraße „by der muren, de von Junghen bomgarden hene gehynt.“[5]
- 31. Mai 1467: Essera de yodde besitzt Haus, Hof und Stede „stande an der yoddenstraten twischen der yoddenschole vnde Albrecht Müllers boden.“[6]

Möglicherweise war das Synagogengebäude, wie in anderen Städten, im Besitz der Stadt Einbeck, und die jüdische Gemeinde musste dafür einen Mietzins entrichten.